# Dick Tracy (film 1990)
Dick Tracy è un film del 1990 diretto e interpretato da Warren Beatty, liberamente ispirato al fumetto poliziesco Dick Tracy di Chester Gould. La pellicola venne preceduta da quattro film della serie Dick Tracy Amazing Adventure dal 1945 al 1947, iniziata con l'omonimo Dick Tracy di William Berke.

## Trama
Ambientato negli anni trenta, il film si apre con un giovane senzatetto, chiamato Ragazzo, testimone di un massacro di gangster per mano di Zucca Piatta e Grilletto, due sicari di Alphonse "Big Boy" Caprice, un grottesco mafioso che ha in pugno diverse piccole imprese della città. Il detective Dick Tracy indaga sul massacro con i suoi due fidi colleghi, Sam Catchem e Pat Patton venendo poi a caso a conoscenza di Ragazzo, salvandolo dal violento padrone. In seguito Dick Tracy decide di adottare temporaneamente il ragazzino insieme alla fidanzata Tess Cuorsincero. In poco tempo, il vivace Ragazzo diventa la spalla di Tracy.
Intanto Big Boy uccide Labbra Manlins (un altro suo debitore), il proprietario del Club Ritz e gli ruba la ragazza, la seducente e formosa Mozzafiato Mahoney. Con la scomparsa di Manlins, Dick Tracy va al club di Big Boy e lo arresta sotto l'accusa di omicidio. Mozzafiato è l'unica testimone, ma invece di fornire delle prove contro Big Boy, tenta senza successo di sedurre Dick Tracy. Big Boy viene così scarcerato per insufficienza di prove, e la sua mossa successiva è allearsi con altri criminali, tra cui Spud Spaldoni, il Grinza e altri per fortificare il suo impero. Spaldoni però rifiuta e così viene ucciso quella stessa notte con un'autobomba. Il giorno dopo Big Boy e i suoi scagnozzi catturano e per poco uccidono Dick Tracy legandolo vicino a una caldaia sul punto di esplodere, ma viene salvato da Ragazzo, che viene poi premiato dalla polizia con un diploma di "detective onorario", ma siccome è provvisorio, lo potrà diventare solo se si trova un nome.
Dick Tracy conduce una finta perquisizione al Club Ritz e Pat riesce furtivamente a impiantare un dispositivo radio così che Cimice, l'informatore della polizia, possa ascoltare i piani criminali di Big Boy e quindi sventarli prontamente. 88 Tasti, il pianista del Club Ritz, viene contattato dal Blank, un misterioso individuo senza faccia che gli offre anonimamente un affare per sbarazzarsi di Tracy. Il pianista riferisce l'offerta a Big Boy, che però la rifiuta. Eventualmente Big Boy scopre la spia e quindi, parlando di un falso colpo con Grinza, attira Tracy in una trappola mortale in un magazzino, ma il detective viene salvato dal Blank, che uccide Grinza sul posto. Desideroso di sbarazzarsi di Tracy, Big Boy alla fine accetta l'offerta del Blank. Aiutato da 88 Tasti, Blank droga Dick Tracy e lo incastra nell'omicidio del procuratore distrettuale corrotto John Fletcher. Con Tracy in cella, Big Boy riesce a tornare in attività e ad espandere il suo impero del crimine.
Nel frattempo Tess, che aveva lasciato la città dopo essere rimasta offesa da un episodio tra Tracy e Mozzafiato, ha un ripensamento e torna, ma viene rapita dal Blank, che la conduce nel palazzo di Big Boy per incastrarlo. Intanto Tracy viene scarcerato grazie all'aiuto di Sam, Patton e del Ragazzo, che si è rinominato "Dick Tracy Junior". Il detective riesce a far testimoniare Borbotto, il quale rivela che 88 Tasti lo ha incastrato. In seguito Tracy e la polizia circondano il Club Ritz per recuperare Tess. Ritrovandosi alle strette, Big Boy manda i suoi uomini ad affrontare i poliziotti, ma alla fine di una violenta sparatoria, il gruppo di Tracy ha la meglio. Big Boy fugge con Tess attraverso un passaggio segreto e si nasconde all'interno del ponte mobile cittadino, dove lega la donna tra due enormi ruote dentate, in modo che venga stritolata. Tracy raggiunge Big Boy e si mette a combatterlo, ma lo scontro viene interrotto dal Blank, che tenendo Tracy sotto tiro gli ordina di uccidere Big Boy. Dick Tracy Junior però interviene in tempo, fa mollare la pistola a Blank e Big Boy ne approfitta per sparargli. Furioso, Dick Tracy uccide Big Boy facendolo precipitare tra gli ingranaggi del ponte.
Dick Tracy salva Tess e smaschera Blank scoprendo con sgomento che si tratta di Mozzafiato. La donna intendeva liberarsi di Big Boy per diventare la padrona della malavita cittadina al suo posto e farsi aiutare da Tracy attirandolo a una vita di corruzione. Mozzafiato e Tracy si scambiano un bacio d'addio e lei muore tra le sue braccia. Nell'epilogo, proprio mentre Tracy sta facendo la proposta di matrimonio a Tess, il detective viene chiamato a fermare una rapina, così Dick Tracy parte all'azione accompagnato da Dick Tracy Junior.

## Produzione
Nel film Madonna interpreta le canzoni Sooner or Later, More e What Can You Lose (scritte da Stephen Sondheim). Queste tre canzoni sono contenute nell'album I'm Breathless che contiene canzoni ispirate dalle atmosfere del film (tra cui il brano di successo Vogue). Nell'album è contenuta la canzone Now I'm Following You che vede la partecipazione di Warren Beatty nelle vesti di cantante.
Il direttore della fotografia Vittorio Storaro lo ha reso volutamente simile ad un cartone animato, utilizzando solo colori primari e in una sola tonalità (proprio come nei fumetti), creando giochi di luce ed ombra e trasformando, con un trucco adeguato, gli attori in veri e propri personaggi dei fumetti.
Quasi tutte le riprese in esterni sono state filmate sullo stesso set, che fu poi sistematicamente modificato attraverso il blue screen. Questo set ricorrente non è stato creato appositamente per il film: è lo stesso utilizzato per la famosa scena della rapina in Ispettore Callaghan: il caso "Scorpio" è tuo (1971).

## Distribuzione
Negli Stati Uniti il film fu distribuito nel giugno 1990. In Italia esordì fuori concorso alla 47ª Mostra internazionale d'arte cinematografica di Venezia nel settembre dello stesso anno e subito dopo distribuito nelle sale.

## Accoglienza
Costato circa 47 milioni di dollari, il film ne incassò circa 22 negli Stati Uniti la prima settimana (15 giugno 1990) arrivando ad incassare un totale di circa 100 milioni fra Stati Uniti e Canada. Nel resto del mondo ne ha incassati in totale circa 60.

## Riconoscimenti
- 1991 - Premio Oscar
  - Migliore scenografia a Richard Sylbert e Rick Simpson
  - Miglior trucco a John Caglione Jr. e Doug Drexler
  - Miglior canzone (Sooner Or Later) a Stephen Sondheim
  - Nomination Miglior attore non protagonista a Al Pacino
  - Nomination Migliore fotografia a Vittorio Storaro
  - Nomination Migliori costumi a Milena Canonero
  - Nomination Miglior sonoro a Thomas Causey, Chris Jenkins, David E. Campbell e Doug Hemphill
- 1991 - Golden Globe
  - Nomination Miglior commedia o musicale
  - Nomination Miglior attore non protagonista a Al Pacino
  - Nomination Miglior canzone (Sooner Or Later) a Stephen Sondheim
  - Nomination Miglior canzone (What Can You Lose?) a Stephen Sondheim
- 1991 - Premio BAFTA
  - Migliore scenografia a Richard Sylbert
  - Miglior trucco a John Caglione Jr. e Doug Drexler
  - Nomination Miglior attore non protagonista a Al Pacino
  - Nomination Migliori costumi a Milena Canonero
  - Nomination Miglior montaggio a Richard Marks
  - Nomination Miglior sonoro a Thomas Causey, Chris Jenkins, David E. Campbell e Doug Hemphill
  - Nomination Migliori effetti speciali (all'intera Troupe)
- 1991 - Saturn Award
  - Miglior trucco a John Caglione Jr. e Doug Drexler
  - Nomination Miglior film fantasy
  - Nomination Miglior attore protagonista a Warren Beatty
  - Nomination Miglior attrice protagonista a Madonna
  - Nomination Miglior attore non protagonista a Al Pacino
  - Nomination Miglior attore emergente a Charlie Korsmo
  - Nomination Migliori costumi a Milena Canonero
- 1991 - American Comedy Award
  - Attore non protagonista più divertente a Al Pacino
- 1991 - American Society of Cinematographers
  - Nomination Migliore fotografia a Vittorio Storaro
- 1991 - Chicago Film Critics Association Award
  - Nomination Miglior film
  - Nomination Miglior attore non protagonista a Al Pacino
- 1991 - BMI Film & TV Award
  - Miglior colonna sonora a Danny Elfman
- 1991 - Casting Society of America
  - Nomination Miglior casting a Jackie Burch
- 1991 - Nastro d'argento
  - Nomination Migliore regia a Warren Beatty
- 1991 - Grammy Award
  - Nomination Miglior colonna sonora a Danny Elfman
  - Nomination Miglior canzone (Sooner Or Later) a Stephen Sondheim
  - Nomination Miglior canzone (More) a Stephen Sondheim
- 1990 - British Society of Cinematographers
  - Nomination Migliore fotografia a Vittorio Storaro
- 1991 - National Society of Film Critics Award
  - Nomination Miglior attore non protagonista a Al Pacino
- 1991 - Young Artist Award
  - Nomination Miglior film per la famiglia
  - Nomination Miglior giovane attore protagonista a Charlie Korsmo

## Altri media
Nel 1990 il film fu adattato nel romanzo Dick Tracy scritto da Max Allan Collins, edito in italiano da Mondadori, e nel fumetto Dick Tracy disegnato da Kyle Baker.
Nel 1990-1991 ne furono derivati diversi videogiochi omonimi:
- Dick Tracy (Titus, 1990) per Amiga, Amstrad CPC, Atari ST, Commodore 64, MS-DOS e ZX Spectrum, picchiaduro e sparatutto
- Dick Tracy (Bandai, 1990) per NES, gioco di guida e platform
- Dick Tracy (Bandai, 1991) per Game Boy, platform con minigiochi rompicapo
- Dick Tracy (Sega, 1991) per Mega Drive e Master System, sparatutto di genere misto
- Dick Tracy: The Crime-Solving Adventure (Disney, 1991) per Amiga e MS-DOS, avventura, guida e azione
- Dick Tracy Crimestoppers Print Kit (Disney, 1991) per Commodore 64 e MS-DOS, composizione tipografica e stampa[4][5][6]